# Placówka Straży Granicznej I linii „Bałuje”
Placówka Straży Granicznej I linii „Bałuje” – jednostka organizacyjna Straży Granicznej pełniąca służbę ochronną na granicy polsko-łotewskiej w okresie międzywojennym.

## Formowanie i zmiany organizacyjne
Rozporządzeniem Prezydenta Rzeczypospolitej Polskiej Ignacego Mościckiego z 22 marca 1928 roku, do ochrony północnej, zachodniej i południowej granicy państwa, a w szczególności do ich ochrony celnej, powoływano z dniem 2 kwietnia 1928 roku  Straż Graniczną.
W związku z przejęciem przez Straż Graniczną ochrony granicy polsko-łotewskiej od Korpusu Ochrony Pogranicza, komendant Straży Granicznej gen. bryg. Walerian Czuma, rozkazem nr 11 z 4 lipca 1939 roku w sprawie utworzenia obwodu i komisariatów Straży Granicznej, nakazał utworzenie komisariatu Straży Granicznej „Druja”, a w nim między innymi placówkę Straży Granicznej I linii „Bałuje”.